# La Petite Roque (recueil)
Pour les articles homonymes, voir La Petite Roque (homonymie).
La Petite Roque est un recueil de nouvelles de Guy de Maupassant, paru en 1886 chez l'éditeur Victor Havard.

## Historique
La plupart des contes ont fait l'objet d'une publication antérieure dans les journaux entre le 8 décembre 1885 et le 4 mai 1886.

## Nouvelles
Le recueil est composé des dix nouvelles suivantes : 
- La Petite Roque (1885)
- L'Épave   (1886)
- L'Ermite  (1886)
- Mademoiselle Perle  (1886)
- Rosalie Prudent   (1883)
- Sur les chats  (1886)
- Sauvée  (1885)
- Madame Parisse  (1886)
- Julie Romain  (1886)
- Le Père Amable  (1886)

La nouvelle Sauvée fut par la suite reprise par erreur dans le recueil Le Horla (1887). Suivant les éditions, on la trouve aujourd'hui dans l'un ou l'autre de ces deux recueils.
L'édition Édition Conard, 1910, comporte deux autres nouvelles : La Peur (mais différente de la nouvelle parue en 1882) et Les Caresses.